# Rozhdestvenskiy (cratère)
Rozhdestvenskiy est un cratère d'impact lunaire situé au sud-est de la face cachée de la Lune. Il se trouve au sud des cratères Poinsot et Heymans et au nord du cratère Hermite. Ce grand cratère une vaste plaine de forme polygonale. Le contour a été fortement érodé par les impacts ultérieurs. Le cratère satellite "Rozhdestvenskiy K" coupe en deux le rebord méridional du cratère. Au nord-ouest il y a une chaîne de petits craterlets. Le centre du cratère est occupé par un pic central.
En 1970, l'union astronomique internationale a donné le nom du physicien Dmitriy Sergeevich Rozhdestvenskiy (ru) à ce cratère lunaire.

## Cratères satellites
Les cratères dit satellites sont de petits cratères situés à proximité du cratère principal, ils sont nommés du même nom mais accompagnés d'une lettre majuscule complémentaire (même si la formation de ces cratères est indépendante de la formation du cratère principal). Par convention ces caractéristiques sont indiquées sur les cartes lunaires en plaçant la lettre sur le point le plus proche du cratère principal. Liste des cratères satellites de Rozhdestvenskiy : 
| Rozhdestvenskiy | Latitude | Longitude | Diamètre |
| --------------- | -------- | --------- | -------- |
| H               | 83.6° N  | 131.0° W  | 21 km    |
| K               | 82.7° N  | 144.6° W  | 42 km    |
| U               | 85.3° N  | 151.9° E  | 44 km    |
| W               | 84.8° N  | 137.2° E  | 75 km    |